# Contenido fenólico del vino

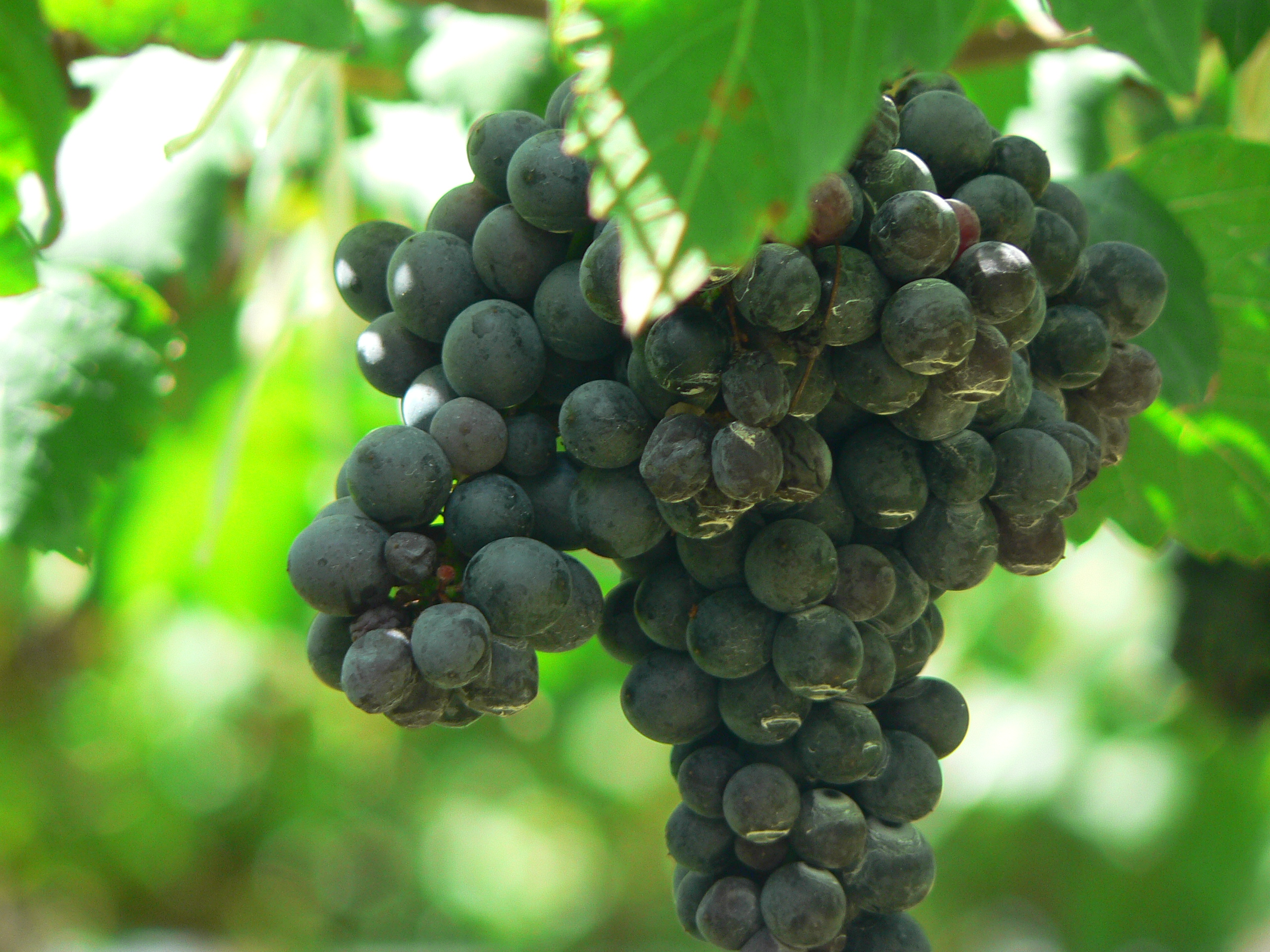
Los compuestos fenólicos de las uvas Syrah contribuyen al sabor, color y sensación en boca del vino.

El contenido fenólico del vino se refiere a los compuestos fenólicos (naturales y polifenoles) del vino, que incluyen un gran grupo de varios cientos de compuestos químicos que afectan el sabor, el color y la textura en boca del vino. Estos compuestos incluyen ácidos fenólicos, estilbenoides, flavonoles, dihidroflavonoles, antocianinas, monómeros de flavanol (catequinas) y polímeros de flavanol (proantocianidinas). Este gran grupo de fenoles naturales se puede dividir en dos categorías, flavonoides y no flavonoides. Los flavonoides incluyen las antocianinas y los taninos que contribuyen al color y la sensación en boca del vino. Los no flavonoides incluyen los estilbenoides como el resveratrol y los ácidos fenólicos como los ácidos benzoico, cafeico y cinámico.

## Origen de los compuestos fenólicos
Los fenoles naturales no se distribuyen uniformemente en la fruta. Los ácidos fenólicos están presentes en gran medida en la pulpa, las antocianinas y estilbenoides en la piel y otros fenoles (catequinas, proantocianidinas y flavonoles) en la piel y las semillas. Durante el ciclo de crecimiento de la vid, la luz solar aumentará la concentración de fenólicos en las bayas de la uva, siendo su desarrollo un componente importante del manejo del dosel. Por tanto, la proporción de los diferentes fenoles en un mismo vino variará según el tipo de vinificación. El vino tinto será más rico en fenoles abundantes en la piel y las semillas, como antocianinas, proantocianidinas y flavonoles, mientras que los fenoles del vino blanco procederán fundamentalmente de la pulpa, y serán los ácidos fenólicos junto con menores cantidades de catequinas y estilbenos. Los vinos tintos también tendrán los fenoles que se encuentran en los vinos blancos.
Los fenoles simples del vino se transforman durante la crianza en moléculas complejas formadas principalmente por la condensación de proantocianidinas y antocianinas, lo que explica la modificación del color. Las antocianinas reaccionan con catequinas, proantocianidinas y otros componentes del vino durante el envejecimiento del vino para formar nuevos pigmentos poliméricos que dan como resultado una modificación del color del vino y una menor astringencia. El contenido total promedio de polifenoles medido por el método Folin es 216 mg/100 ml para vino tinto y 32 mg/100 ml para vino blanco. El contenido de fenoles en el vino rosado (82 mg/100 ml) es intermedio entre el de los vinos tintos y los blancos.
En producción del vino, se utiliza el proceso de maceración o "contacto con la piel" para aumentar la concentración de fenoles en el vino. Los ácidos fenólicos se encuentran en la pulpa o el jugo del vino y se pueden encontrar comúnmente en vinos blancos que no suelen pasar por un período de maceración. El proceso de envejecimiento en roble también puede introducir compuestos fenólicos en el vino, sobre todo vanilina, que añade aroma a vainilla a los vinos.
La mayoría de los fenoles del vino se clasifican como metabolitos secundarios y no se pensaba que fueran activos en el metabolismo primario ni en la función de la vid. Sin embargo, existe evidencia de que en algunas plantas los flavonoides desempeñan un papel como reguladores endógenos del transporte de auxinas. Son solubles en agua y normalmente se secretan en la vacuola de la vid en forma de glucósidos.

## Polifenoles de uva
Vitis vinifera produce muchos compuestos fenólicos. Existe un efecto varietal sobre la composición relativa.

### Flavonoides

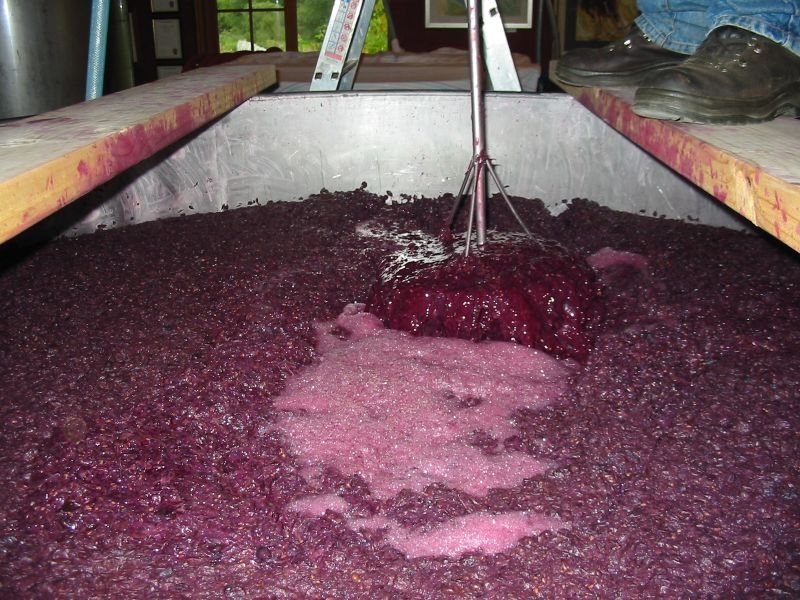
El proceso de maceración o contacto prolongado con la piel permite la extracción de compuestos fenólicos (incluidos los que forman el color del vino) de la piel de la uva al vino.

En el vino tinto, hasta el 90% del contenido fenólico del vino se clasifica como flavonoides. Estos fenoles, derivados principalmente de los tallos, semillas y pieles, a menudo se lixivian de la uva durante el período de maceración de la elaboración del vino. La cantidad de fenoles lixiviados se conoce como extracción líquido-líquido. Estos compuestos contribuyen a la astringencia, el color y la sensación en boca del vino. En los vinos blancos el número de flavonoides se reduce debido al menor contacto con los hollejos que reciben durante la elaboración del vino. Se están realizando estudios sobre los beneficios del vino para la salud derivados de las propiedades antioxidantes y quimiopreventivas de los flavonoides.

#### Flavonoles
Dentro de la categoría de flavonoides hay una subcategoría conocida como flavonoles, que incluye el pigmento amarillo: quercetina. Al igual que otros flavonoides, la concentración de flavonoles en las bayas de uva aumenta a medida que se exponen a la luz solar. Las uvas para vino que se exponen demasiado al sol pueden experimentar un período de maduración acelerado, lo que lleva a una disminución de la capacidad de síntesis de flavonoles. Algunos viticultores utilizan la medición de flavonoles como la quercetina como indicación de la exposición al sol de un viñedo y la eficacia de las técnicas de manejo de la cubierta vegetal.

#### Antocianinas
Las antocianinas son compuestos fenólicos que se encuentran en todo el reino vegetal, siendo frecuentemente responsables de los colores azul a rojo que se encuentran en flores, frutas y hojas. En las uvas para vino, se desarrollan durante la etapa de envero, cuando la piel de las uvas para vino tinto cambia de color de verde a rojo y luego a negro. A medida que los azúcares de la uva aumentan durante la maduración, también aumenta la concentración de antocianinas. Un problema asociado con el cambio climático ha sido la acumulación de azúcares dentro de la uva que se acelera rápidamente y supera la acumulación de antocianinas. Esto deja a los viticultores con la opción de cosechar uvas con un contenido de azúcar demasiado alto o con un contenido de antocianinas demasiado bajo. En la mayoría de las uvas, las antocianinas se encuentran sólo en las capas celulares externas de la piel, lo que deja el jugo de uva en el interior prácticamente incoloro. Por tanto, para conseguir la pigmentación del color en el vino, el mosto en fermentación debe estar en contacto con los hollejos de la uva para poder extraer las antocianinas. Por lo tanto, el vino blanco se puede elaborar a partir de uvas de vino tinto de la misma manera que muchos vinos espumosos blancos se elaboran a partir de uvas de vino tinto de Pinot noir y Pinot Meunier. La excepción a esto es la pequeña clase de uvas conocidas como teinturiers, como la garnacha tintorera, que tienen una pequeña cantidad de antocianinas en la pulpa que produce jugo pigmentado.
Hay varios tipos de antocianinas (como el glucósido) que se encuentran en las uvas para vino y que son responsables de la amplia gama de colores que van desde el rojo rubí hasta el negro oscuro que se encuentran en las uvas para vino. Los ampelógrafos pueden utilizar esta observación para ayudar en la identificación de diferentes variedades de uva. La familia de las vides europeas, Vitis vinifera, se caracteriza por antocianinas que están compuestas de una sola molécula de glucosa, mientras que las vides no viníferas, como los híbridos y la Vitis labrusca americana, tendrán antocianinas con dos moléculas. Este fenómeno se debe a una doble mutación en el gen de la antocianina 5-O-glucosiltransferasa de V. vinifera . A mediados del siglo XX, los ampelógrafos franceses utilizaron este conocimiento para probar las diversas variedades de vid en toda Francia para identificar qué viñedos aún contenían plantaciones de no viníferas.
También se sabe que las variedades de uva Pinot de frutos rojos no sintetizan antocianinas paracumaroiladas o acetiladas como lo hacen otras variedades.

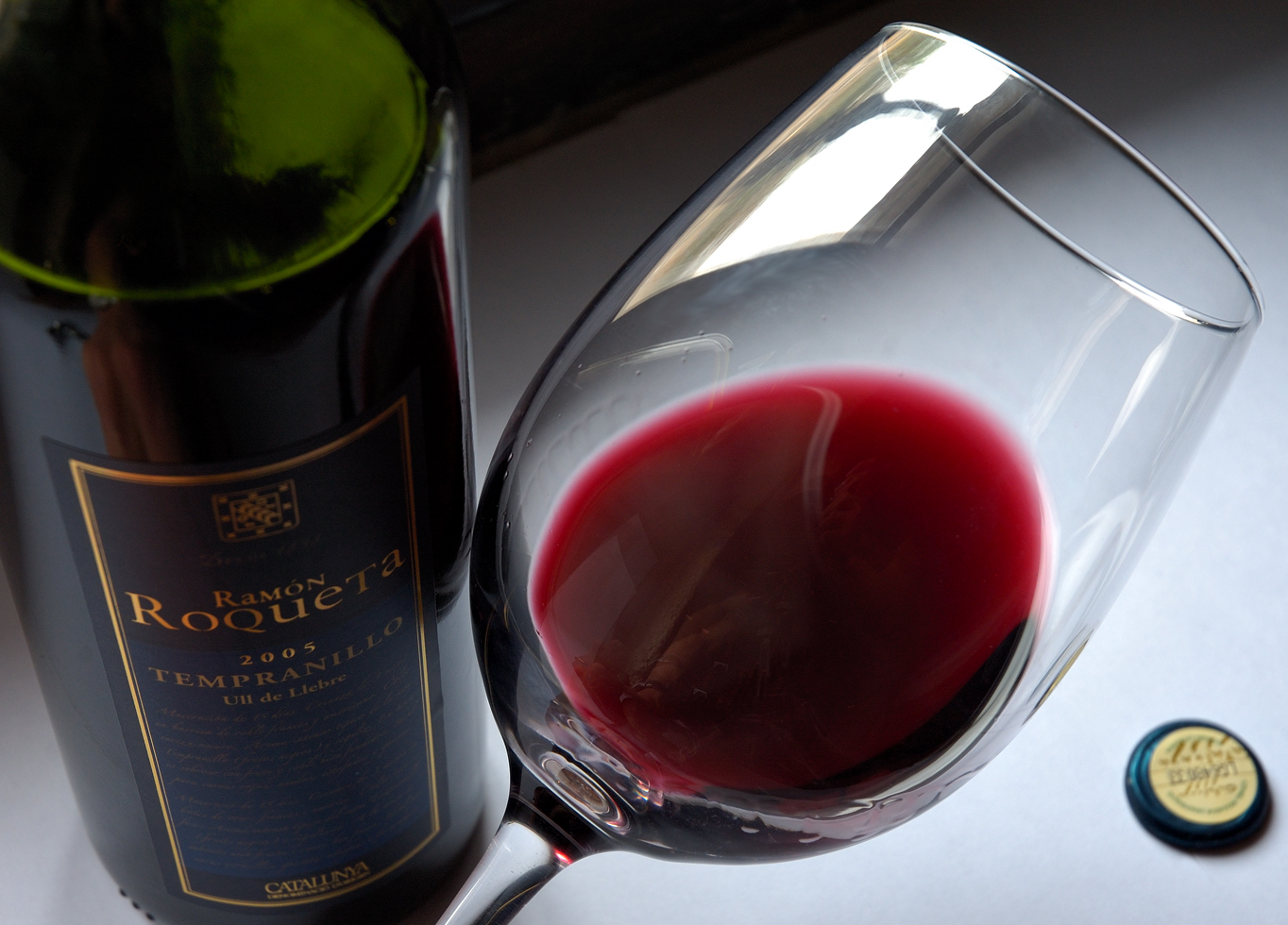
Tempranillo tiene un nivel de pH alto, lo que significa que hay una mayor concentración de pigmentos antocianos azules e incoloros en el vino. La coloración del vino resultante tendrá más tonos azules que tonos rojo rubí brillante.

La variación de color en el vino tinto terminado se deriva en parte de la ionización de pigmentos antociánicos causada por la acidez del vino. En este caso, los tres tipos de pigmentos antocianinos son rojo, azul e incoloro y la concentración de esos diversos pigmentos dicta el color del vino. Un vino con un pH bajo (y una mayor acidez) tendrá una mayor presencia de antocianinas ionizadas, lo que aumentará la cantidad de pigmentos rojos brillantes. Los vinos con un pH más alto tendrán una mayor concentración de pigmentos azules e incoloros. A medida que el vino envejece, las antocianinas reaccionarán con otros ácidos y compuestos del vino, como los taninos, el ácido pirúvico y el acetaldehído, que cambiarán el color del vino y harán que desarrolle tonos más "rojo ladrillo". Estas moléculas se unirán para crear polímeros que eventualmente excederán su solubilidad y se convertirán en sedimentos en el fondo de las botellas de vino. Las piranoantocianinas son compuestos químicos formados en los vinos tintos por las levaduras durante los procesos de fermentación o durante los procesos de oxigenación controlada durante la crianza del vino.

#### Taninos
Los taninos se refieren al grupo diverso de compuestos químicos del vino que pueden afectar el color, la capacidad de envejecimiento y la textura del vino. Si bien los taninos no se pueden oler ni saborear, se pueden percibir durante la cata de vinos por la sensación de sequedad táctil y la sensación de amargor que pueden dejar en la boca. Esto se debe a la tendencia de los taninos a reaccionar con proteínas, como las que se encuentran en la saliva. En el maridaje, los alimentos ricos en proteínas (como la carne roja) suelen combinarse con vinos tánicos para minimizar la astringencia de los taninos. Sin embargo, muchos bebedores de vino consideran que la percepción de los taninos es un rasgo positivo, especialmente en lo que se refiere a la sensación en boca. La gestión de los taninos en el proceso de elaboración del vino es un componente clave en la calidad resultante.
Los taninos se encuentran en la piel, los tallos y las semillas de las uvas para vinificación, pero también pueden introducirse en el vino mediante el uso de barricas de roble y astillas o con la adición de taninos en polvo. Los taninos naturales que se encuentran en las uvas se conocen como proantocianidinas debido a su capacidad para liberar pigmentos antocianinas rojos cuando se calientan en una solución ácida. Los extractos de uva son principalmente ricos en monómeros y pequeños oligómeros (grado medio de polimerización < 8). Los extractos de semillas de uva contienen tres monómeros (catequina, epicatequina y galato de epicatequina) y oligómeros de procianidina. Los extractos de piel de uva contienen cuatro monómeros (catequina, epicatequina, galocatequina y epigalocatequina), así como oligómeros de procianidinas y prodelfinidinas. Los taninos se forman por enzimas durante los procesos metabólicos de la vid. La cantidad de taninos que se encuentran naturalmente en las uvas varía según la variedad, siendo Cabernet Sauvignon, Nebbiolo, Syrah y Tannat 4 de las variedades de uva más tánicas. La reacción de taninos y antocianinas con las catequinas, compuestos fenólicos, crea otra clase de taninos conocidos como taninos pigmentados que influyen en el color del vino tinto. Los preparados comerciales de taninos, conocidos como taninos enológicos, elaborados a partir de madera de roble, semilla y piel de uva, agallas, castaño, quebracho, gambier y frutos de mirobálanos, pueden añadirse en diferentes etapas de la elaboración del vino para mejorar durabilidad del color. Los taninos derivados de la influencia del roble se conocen como "taninos hidrolizables" y se crean a partir del ácido elágico y gálico que se encuentran en la madera.

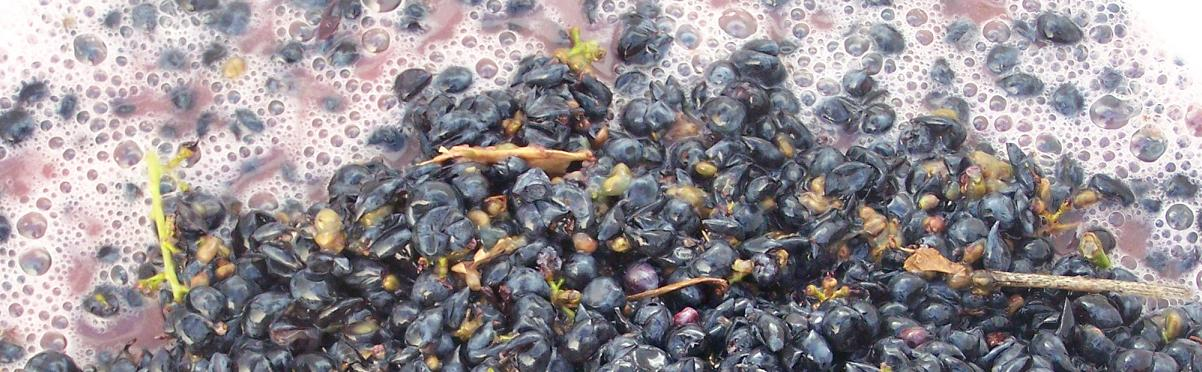
Fermentar con el tallo, las semillas y la piel aumentará el contenido de taninos del vino.

En los viñedos también se hace una distinción cada vez mayor entre los taninos "maduros" y los "inmaduros" presentes en la uva. Esta "madurez fisiológica", que se determina aproximadamente al probar las uvas en las vides, se utiliza junto con los niveles de azúcar para determinar cuándo vendimiar. La idea es que los taninos "más maduros" tengan un sabor más suave pero aun así impartan algunos de los componentes de textura que se encuentran favorables en el vino. En la vinificación, la cantidad de tiempo que el mosto pasa en contacto con los hollejos, raspones y semillas de la uva influirá en la cantidad de taninos presentes en el vino, siendo los vinos sometidos a un período de maceración más prolongado los que tienen más extracto de taninos. Después de la cosecha, los tallos normalmente se recogen y se descartan antes de la fermentación, pero algunos enólogos pueden dejar intencionalmente algunos tallos en variedades bajas en taninos (como Pinot noir) para aumentar el extracto tánico en el vino. Si hay un exceso en la cantidad de taninos en el vino, los enólogos pueden utilizar varios agentes clarificantes como albúmina, caseína y gelatina que pueden unirse a las moléculas de taninos y precipitarlos en forma de sedimentos. A medida que un vino envejece, los taninos formarán largas cadenas polimerizadas que al catador le parecerán "más suaves" y menos tánicas. Este proceso puede acelerarse exponiendo el vino al oxígeno, que oxida los taninos a compuestos similares a las quinonas que son propensos a la polimerización. La técnica de elaboración del vino de microoxigenación y decantación del vino utiliza oxígeno para imitar parcialmente el efecto del envejecimiento sobre los taninos.
Un estudio en la producción y consumo de vino ha demostrado que los taninos, en forma de proantocianidinas, tienen un efecto beneficioso sobre la salud vascular. El estudio demostró que los taninos suprimieron la producción del péptido responsable del endurecimiento de las arterias. Para respaldar sus hallazgos, el estudio también señala que los vinos de las regiones del suroeste de Francia y Cerdeña son particularmente ricos en proantocianidinas, y que estas regiones también producen poblaciones con una esperanza de vida más larga.
Las reacciones de los taninos con las antocianidinas, compuestos fenólicos, crean otra clase de taninos conocidos como taninos pigmentados que influyen en el color del vino tinto.

##### Adición de taninos enológicos
Los preparados comerciales de taninos, conocidos como taninos enológicos, elaborados a partir de madera de roble, semilla y piel de uva, agallas, castaño, quebracho, gambier y frutos de mirobálanos, pueden añadirse en diferentes etapas de la elaboración del vino para mejorar la durabilidad del color.

##### Efectos de los taninos sobre la bebibilidad y el potencial de envejecimiento del vino.
Los taninos son un conservante natural del vino. Los vinos sin añejar con un alto contenido de taninos pueden ser menos apetecibles que los vinos con un nivel más bajo de taninos. Se puede describir que los taninos dejan una sensación seca y arrugada con una "pelusa" en la boca que se puede comparar con un té guisado, que también es muy tánico. Este efecto es particularmente profundo cuando se beben vinos tánicos sin el beneficio de la comida.
Muchos amantes del vino ven los taninos naturales (que se encuentran particularmente en varietales como Cabernet Sauvignon y que a menudo se acentúan por el envejecimiento intenso en barricas de roble) como un signo de longevidad y capacidad de envejecimiento potenciales. Los taninos imparten una astringencia que hace que la boca se arrugue cuando el vino es joven, pero se "disuelven" (mediante un proceso químico llamado polimerización) en elementos deliciosos y complejos del "bouquet de botella" cuando el vino se guarda en condiciones de temperatura apropiadas, preferiblemente en el rango de una constante de 13 a 16 ºC. Estos vinos se suavizan y mejoran con la edad y la "columna vertebral" tánica ayuda al vino a sobrevivir hasta 40 años o más. En muchas regiones (como en Burdeos), las uvas tánicas como Cabernet Sauvignon se mezclan con uvas con menos taninos como Merlot o Cabernet Franc, diluyendo las características tánicas. Los vinos blancos y los vinos que se vinifican para beberse jóvenes (por ejemplo, consulte los vinos nouveau) suelen tener niveles de taninos más bajos.

### Otros flavonoides
Los flavanoles (catequinas) son flavonoides que contribuyen a la construcción de diversos taninos y contribuyen a la percepción del amargor en el vino. Se encuentran en concentraciones más altas en las semillas de las uvas, pero también en la piel y los tallos. Las catequinas desempeñan un papel en la defensa microbiana de la baya de la uva, y las vides las producen en concentraciones más altas cuando están siendo atacadas por enfermedades de la uva como el mildiú velloso. Debido a eso, las vides en climas fríos y húmedos producen catequinas en niveles más altos que las vides en climas secos y cálidos. Junto con las antocianinas y los taninos, aumentan la estabilidad del color del vino, lo que significa que un vino podrá mantener su color durante un período de tiempo más largo. La cantidad de catequinas presentes varía entre las variedades de uva; varietales como Pinot noir tienen concentraciones altas, mientras que Merlot y especialmente Syrah tienen niveles muy bajos. Como antioxidante, existen algunos estudios sobre los beneficios para la salud del consumo moderado de vinos ricos en catequinas.
En las uvas tintas, el flavonol principal es, en promedio, quercetina, seguida de miricetina, kaempferol, laricitrina, isorhamnetina y jeringatina. En las uvas blancas, el flavonol principal es la quercetina, seguida del kaempferol y la isorhamnetina. Los flavonoles similares a la delfinidina miricetina, laricitrina y jeringatina faltan en todas las variedades blancas, lo que indica que la enzima flavonoide 3',5'-hidroxilasa no se expresa en las variedades de uva blanca.
Miricetina, laricitrinay jeringatina, flavonoles que están presentes únicamente en las variedades de uva tinta, se pueden encontrar en el vino tinto.

### No flavonoides

#### Ácidos hidroxicinámicos
Los ácidos hidroxicinámicos son el grupo más importante de fenoles no flavonoides en el vino. Los cuatro más abundantes son los ésteres del ácido tartárico, los ácidos transcaftárico, cis y transcoutárico y transfertárico. En el vino también están presentes en forma libre (ácidos transcafeico, trans-p-cumárico y transferúlico).

#### Estilbenoides
V. vinifera también produce estilbenoides.
El resveratrol se encuentra en mayor concentración en la piel de las uvas para vino. La acumulación en bayas maduras de diferentes concentraciones de resveratrol libre y unido depende del nivel de madurez y es muy variable según el genotipo. Tanto las variedades de uva de vino tinto como las de vino blanco contienen resveratrol, pero el contacto con la piel y la maceración más frecuentes hacen que los vinos tintos normalmente tengan diez veces más resveratrol que los vinos blancos. El resveratrol producido por las vides proporciona defensa contra los microbios y la producción puede estimularse aún más artificialmente mediante radiación ultravioleta. Las vides en regiones frescas y húmedas con mayor riesgo de enfermedades de la uva, como Burdeos y Borgoña, tienden a producir uvas con niveles más altos de resveratrol que las regiones vinícolas más cálidas y secas, como California y Australia. Las diferentes variedades de uva tienden a tener diferentes niveles: las muscadinas y la familia Pinot tienen niveles altos, mientras que la familia Cabernet tiene niveles más bajos de resveratrol. A finales del siglo XX, el interés por los posibles beneficios para la salud del resveratrol en el vino se vio estimulado por el debate sobre la paradoja francesa que afecta a la salud de los bebedores de vino en Francia.
El piceatanol también está presente en la uva de donde se puede extraer y encontrar en el vino tinto.

#### Ácidos fenólicos
La vainillina es un aldehído fenólico que se asocia comúnmente con los aromas a vainilla en los vinos envejecidos en barricas de roble. Aunque se pueden encontrar trazas de vainillina de forma natural en las uvas, su presencia es más notable en la estructura de lignina de las barricas de roble. Los barriles más nuevos aportarán una mayor cantidad de vainillina, mientras que su concentración disminuirá con cada uso subsiguiente.

## Fenoles procedentes del envejecimiento en roble.

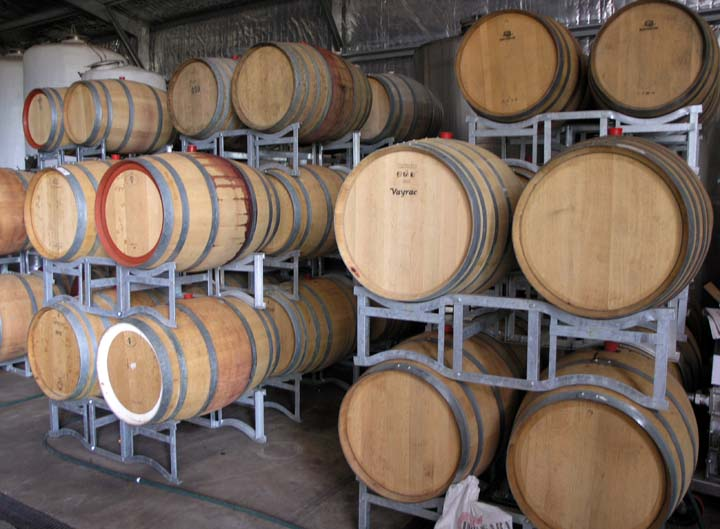
Los compuestos fenólicos como los taninos y la vainillina se pueden extraer del envejecimiento en barricas de vino de roble.

La barrica de roble agregará compuestos como vainilina y taninos hidrolizables (elagitaninos). Los taninos hidrolizables presentes en el roble se derivan de las estructuras de lignina de la madera. Ayudan a proteger el vino de la oxidación y la reducción.
Durante el proceso de maduración del vino tinto en barricas de roble contaminadas por brettanomyces, se generan el 4-etilfenol y el 4-etilguaiacol.

## Fenoles y polifenoles naturales de tapones de corcho.

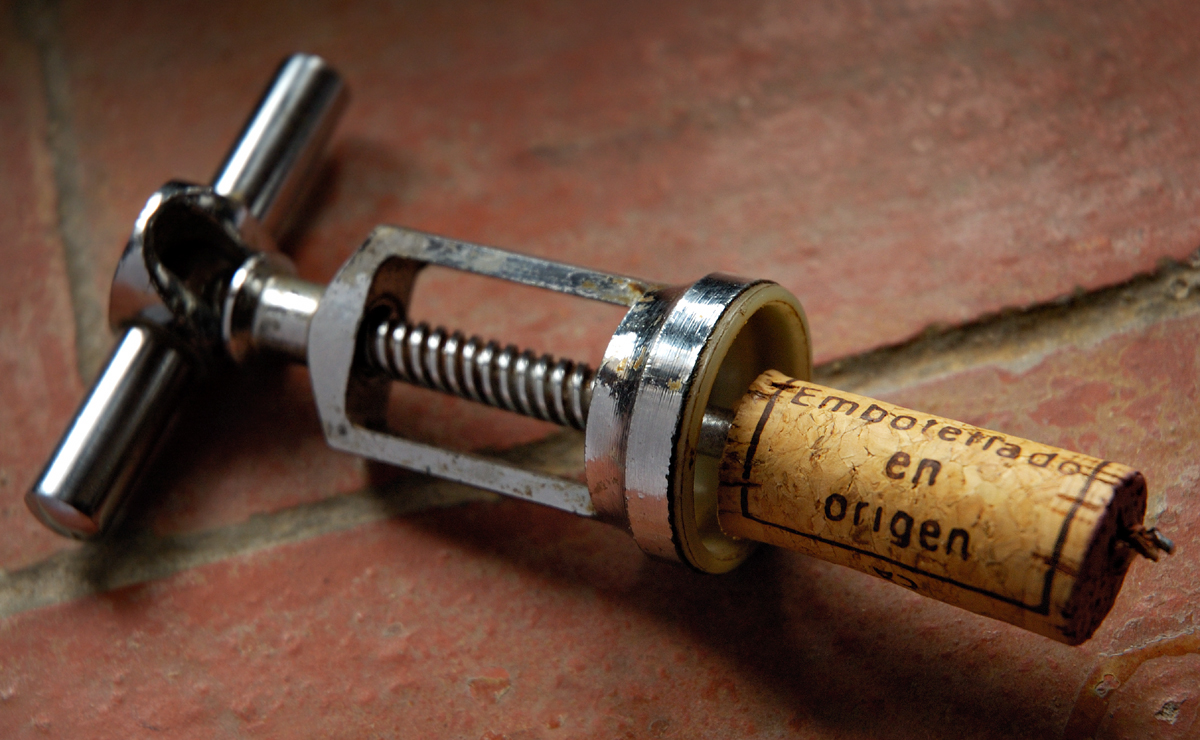
Cierre de corcho extraído con la inscripción "Embotellado en origen" en español

Los compuestos polifenólicos de bajo peso molecular, junto con los elagitaninos, pueden ser extraídos de los tapones de corcho utilizados en la industria vinícola. Los polifenoles identificados son los ácidos gálico, protocatéquico, vainílico, cafeico, ferúlico y elágico; aldehídos protocatéquicos, vainílicos, coniferílicos y sinápicos; las cumarinas esculetina y escopoletina; los elagitaninos son roburinas A y E, grandinina, vescalagina y castalagina.
El guaiacol es una de las sustancias responsables de la presencia del olor a corcho en el vino.

## Contenido fenólico en relación con las técnicas de elaboración del vino.

### Niveles de extracción en relación con las técnicas de prensado de la uva.
La liberación flash es una técnica utilizada en la molienda del vino. La técnica permite una mejor extracción de compuestos fenólicos.

### Microoxigenación
La presencia controlada de oxígeno durante la exposición del vino puede influir en la concentración de compuestos fenólicos.

## Compuestos fenólicos que se encuentran en el vino.

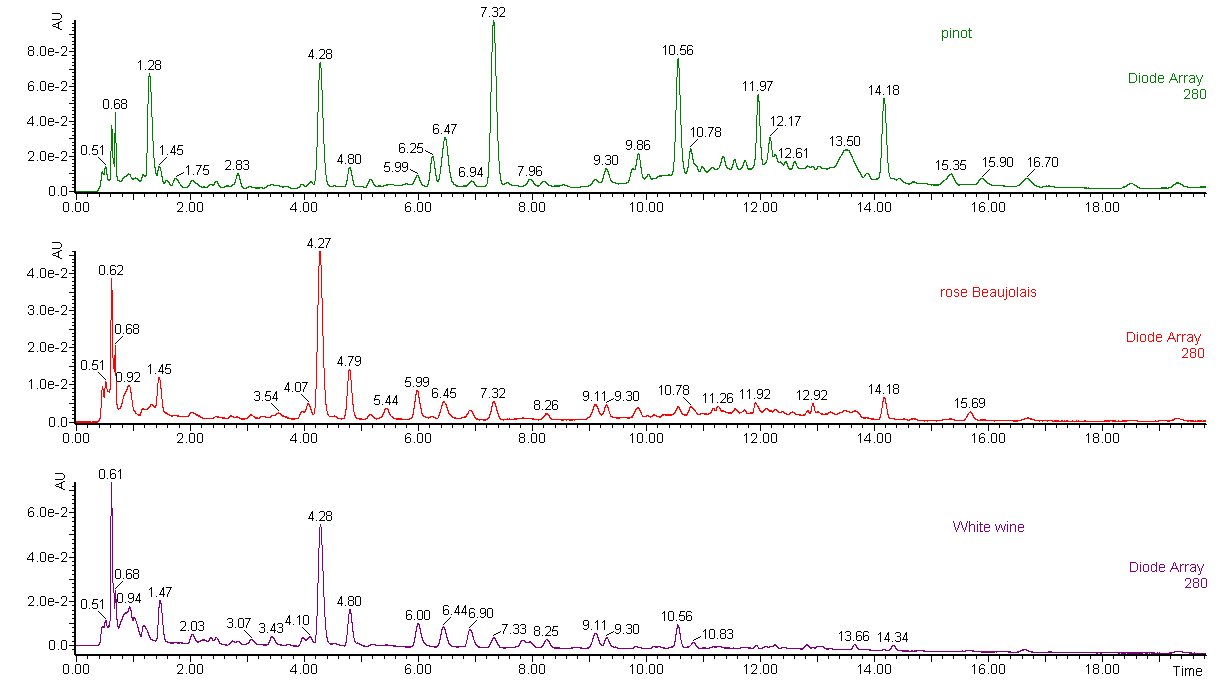
Cromatogramas LC a 280 nm de un vino tinto pinot (arriba), un rosado Beaujolais (centro) y un vino blanco (abajo). La imagen muestra picos correspondientes a los diferentes compuestos fenólicos. La joroba entre 9 y 15 minutos corresponde a la presencia de taninos, mayoritariamente presentes en el vino tinto.

Según los procesos de producción, la tipología de vino, las variedades de uva y los métodos de envejecimiento, es posible identificar diversos compuestos fenólicos en el vino. Esta relación, organizada alfabéticamente por nombres comunes, no pretende ser exhaustiva.
- Acutissimin A
- aesculetin
- Anthocyanidin-caftaric acid adducts[43][44]
- Astilbina
- Astringina
- B type proanthocyanidin dimers
- B type proanthocyanidin trimers
- Ácido cafeico
- Caftaric acid
- Castalagina
- Castavinol C1
- Castavinol C2
- Castavinol C3
- Castavinol C4
- Catequina[45]
- Catechin-(4,8)-malvidin-3-O-glucoside[46]
- Compound NJ2
- Coniferyl aldehyde
- Coumaric acid[45]
- Coutaric acid
- Cianidina
- Cyanin (Cyanidin-3,5-O-diglucoside)
- Chrysanthemin
- Cyanidin acetyl 3O glucoside
- Cyanidin coumaroyl 3O glucoside
- Cyanidin-3-O-glucoside-pyruvic acid
- Cyanidin-3-O-acetylglucoside-pyruvic acid
- Cyanidin-coumaroylglucoside-pyruvic acid
- Delfinidina
- Delphinidin 3O glucoside
- Delphinidin acetyl-3O glucoside
- Delphinidin coumaroyl 3O glucoside
- Delphinidin-3-O-glucoside-pyruvic acid
- Delphinidin-3-O-acetylglucoside-pyruvic acid
- Delphinidin-3-O-coumaroylglucoside-pyruvic acid
- Delphinidin-3-O-glucoside-4-vinylcatechol
- Delphinidin-3-O-acetylglucoside-4-vinylcatechol
- Delphinidin-3-O-coumaroylglucoside-4-vinylcatechol
- Delphinidin-3-O-glucoside-4-vinylphenol
- Delphinidin-3-O-acetylglucoside-4-vinylphenol
- Delphinidin-3-O-coumaroylglucoside-4-vinylphenol
- Delphinidin-3-O-glucoside-4-vinylguaiacol
- Delphinidin-3-O-glucoside-4-vinyl(epi)catechin
- Delphinidin-3-O-acetylglucoside-4-vinyl(epi)catechin
- Delta-viniferin
- Dihydro-resveratrol[47]
- Ácido elágico
- Engeletina
- Epicatechin gallate
- Epigallocatechin
- Epsilon-Viniferina
- Ethyl caffeate
- Galato de etilo
- Ethyl protocatechuate
- 4-Ethylguaiacol
- 4-Ethylphenol
- Fertaric acid
- Ácido ferúlico
- Ácido gálico[45]
- Ácido gentísico
- Grandinina
- Grape reaction product (GRP)
- Guaiacol
- Hopeaphenol
- Ácido p-hidroxibenzoico
- Isorhamnetol 3-glucoside
- Kaempferol
- Astragalina
- Kaempferol glucuronide
- Malvidina
- Malvidin 3O-glucoside (oenin)
- Malvidin acetyl-3O-glucoside
- Malvidin cafeoyl-3O-glucoside
- Malvidin coumaroyl-3Oglucoside
- Malvidin glucoside-ethyl-catechin
- Malvidin-3-O-glucoside-pyruvic acid
- Malvidin-3-O-acetylglucoside-pyruvic acid
- Malvidin-3-O-coumaroylglucoside-pyruvic acid
- Malvidin-3-O-glucoside-acetaldehyde
- Malvidin-3-O-acetylglucoside-acetaldehyde
- Malvidin-3-O-coumaroylglucoside-acetaldehyde
- Malvidin-3-O-glucoside-4-vinylcatechol
- Malvidin-3-O-acetylglucoside-4-vinylcatechol
- Malvidin-3-O-coumaroylglucoside-4-vinylcatechol
- Malvidin-3-O-glucoside-4-vinylphenol
- Malvidin-3-O-acetylglucoside-4-vinylphenol
- Malvidin-3-O-coumaroylglucoside-4-vinylphenol
- Malvidin-3-O-caffeoylglucoside-4-vinylphenol
- Malvidin-3-O-glucoside-4-vinylguaiacol
- Malvidin-3-O-acetylglucoside-4-vinylguaiacol
- Malvidin-3-O-coumaroylglucoside-vinylguaiacol
- Malvidin-3-O-glucoside-4-vinyl(epi)catechin
- Malvidin-3-O-acetylglucoside-4-vinyl(epi)catechin
- Malvidin-3-O-coumaroylglucoside-4-vinyl(epi)catechin
- Galato de metilo
- Miricetina
- Myricetol 3-glucoside
- Myricetol 3-glucuronide
- Oxovitisin A
- Pallidol
- Pelargonin (Pelargonidin 3,5-O-diglucoside)
- Peonidin 3O-glucoside
- Peonidin acetyl-3O-glucoside
- Peonidin-3-(6-p-caffeoyl)-glucoside
- Peonidin coumaroyl 3O-glucoside
- Peonidin-3-O-glucoside-pyruvic acid
- Peonidin-3-O-acetylglucoside-pyruvic acid
- Peonidin-3-O-coumaroylglucoside-pyruvic acid
- Peonidin-3-O-glucoside-4-vinylcatechol
- Peonidin-3-O-acetylglucoside-4-vinylcatechol
- Peonidin-3-O-coumaroylglucoside-4-vinylcatechol
- Peonidin-3-O-glucoside-4-vinylphenol
- Peonidin-3-O-acetylglucoside-4-vinylphenol
- Peonidin-3-O-coumaroylglucoside-4-vinylphenol
- Peonidin-3-O-glucoside-4-vinylguaiacol
- Peonidin-3-O-glucoside-4-vinyl(epi)catechin
- Peonidin-3-O-acetylglucoside-4-vinyl(epi)catechin
- Petunidina
- Petunidin 3O glucoside
- Petunidin acetyl-3O-glucoside
- Petunidin coumaroyl-3O glucoside
- Petunidin-3-O-glucoside-pyruvic acid
- Petunidin-3-O-acetylglucoside-pyruvic acid
- Petunidin-3-O-coumaroylglucoside-pyruvic acid
- Petunidin-3-O-glucoside-4-vinylcatechol
- Petunidin-3-O-acetylglucoside-4-vinylcatechol
- Petunidin-3-O-coumaroylglucoside-4-vinylcatechol
- Petunidin-3-O-glucoside-4-vinylphenol
- Petunidin-3-O-acetylglucoside-4-vinylphenol
- Petunidin-3-O-coumaroylglucoside-4-vinylphenol
- Petunidin-3-O-glucoside-4-vinylguaiacol
- Petunidin-3-O-glucoside-4-vinyl(epi)catechin
- Petunidin-3-O-acetylglucoside-4-vinyl(epi)catechin
- Ácido floroglucinolcarboxílico
- Piceatanol
- Piceids
- Pinotin A
- Oligomeric procyanidins :
  - Procianidina B1
  - Procyanidin B2
  - Procianidina B3
  - Procyanidin B4
  - B1-3-O-gallate
  - B2-3-O-gallate
  - B2-3'-O-gallate
  - procyanidin C1 (epicatechin-(4β→8)-epicatechin-(4β→8)-epicatechin)
  - Procianidina C2 (catechin-(4α→8)-catechin-(4α→8)-catechin)
  - procyanidin T2 (trimer)[48]
- Protocatechuic acid
- protocatechuic aldehyde
- Quercetina
- Isoquercitrina
- Miquelianina
- Resveratrol
- Roburin A
- Roburin E
- Escopoletina
- Sinapaldehyde
- Sinapinic acid
- Ácido siríngico
- Tirosol
- Ácido vanílico
- Vanilina
- Castalagina
- 4-Vinylphenol
- Vitisin A
- Vitisin B
- Vinylpyranomalvidin-3O-glucoside-procyanidin dimer
- VinylpyranoMv-3-coumaroylglucoside-procyanidin dimer
- Vinylpyranomalvidin-3O-glucoside-catechin
- Vinylpyranomalvidin-3O-coumaroylglucoside-catechin
- Vinylpyranomalvidin-3O-phenol
- Vinylpyranopetunidin-3O-glucoside-catechin
- Vinylpyranopeonidin-3O-glucoside-catechin
- Vinylpyranomalvidin-3O-acetylglucoside-catechin

## Efectos
Los polifenoles pueden interactuar con compuestos volátiles y participar en la formación de los aromas presentes en el vino. Aunque se especula que los polifenoles del vino proporcionan antioxidantes u otros beneficios, hay poca evidencia de que los polifenoles del vino realmente tengan algún efecto en los humanos. Una investigación preliminar limitada indica que los polifenoles del vino pueden disminuir la agregación plaquetaria, mejorar la fibrinolisis y aumentar el colesterol HDL, pero los ensayos clínicos de alta calidad no han confirmado tales efectos, hasta 2017.